# إجراءات تصحيحية ووقائية
الإجراءات التصحيحية والوقائية (اختصاراً CAPA) وتسمى أيضًا الإجراءات التصحيحية / الإجراءات الوقائية) هي تحسينات يتم إدخالها على عمليات المؤسسة للقضاء على أسباب عدم المطابقة أو أي مواقف أخرى غير مرغوب فيها. الإجراءات التصحيحية والإجراءات الوقائية تندرج في إطار مفهوم ممارسة التصنيع الجيد (GMP). وتركز هذه الإجراءات على التحقيق المنهجي للأسباب الأساسية لحالة عدم المطابقة في محاولة لمنع تكرارها (الإجراءات التصحيحية) أو لمنع حدوثها (الإجراءات وقائية).
يتم تنفيذ الإجراءات التصحيحية استجابة لشكاوى العملاء أو للمستويات غير المرغوب فيها لعدم المطابقة الداخلية أو حالات عدم المطابقة التي تم تحديدها أثناء عملية التدقيق الداخلي أو الاتجاهات السلبية أو غير المستقرة في عملية مراقبة المنتجات والعملية رصد مثل تلك العمليات المحددة في مراقبة العملية الإحصائية. ويتم تنفيذ الإجراءات الوقائية استجابة لتحديد المصادر المحتملة لحالات عدم المطابقة.
ولضمان فعالية الإجراءات التصحيحية والوقائية، يمثل التحقيق المنهجي للأسباب الأساسية للفشل أمرًا محوريًا. تعد الإجراءات التصحيحية والإجراءات الوقائية جزءًا من نظام إدارة الجودة الشامل (QMS).

## مفاهيم
- مصادر البيانات المحددة بوضوح التي من شأنها تحديد المشاكل التي سيتم التحقيق فيها.
- تحليل السبب الجذري لتحديد سبب وجود تباين أو انحراف واقتراح إجراءات تصحيحية للمشكلة التي تم تحديدها.

وهناك اعتقاد خاطئ بأن الغرض من الإجراءات الوقائية هو تجنب وقوع مشكلة محتملة مشابهة. وهذه العملية تُعد جزءًا من الإجراءات التصحيحية، لأنها عملية تحديد أوجه التشابه التي يجب أن تحدث في حالة وجود تباين.
الإجراءات الوقائية عبارة عن أي منهجية استباقية تُستخدم لتحديد التناقضات المحتملة قبل وقوعها وللتأكد من أنها لن تحدث (بما في ذلك على سبيل المثال، الصيانة الوقائية ومراجعة الإدارة أو غيرها من الأشكال الشائعة لتجنب المخاطر). وتشتمل الإجراءات التصحيحية والوقائية على التحقيقات والإجراءات والمراجعات وإجراءات أخرى حسب الاقتضاء. ويمكن ملاحظة أن كليهما يتناسب مع فلسفة خطط – نفذ- تحقق- صحح (PDCA) المحددة في دائرة ديمينج-شيورات.
قد تخلص تحقيقات السبب الرئيسي إلى عدم الحاجة إلى إجراءات تصحيحية أو وقائية، وإضافة إلى ذلك قد تقترح إجراءات بسيطة لمشكلة دون سبب رئيسي نظامي محدد. وعندما تنتهي التحقيقات المتعددة لعدم الحاجة لإجراءات تصحيحية، قد يتم إنشاء بيان بشأن مشكلة جديدة بنطاق موسع وتحقيقًا لمزيد من التدقيق في تحليل السبب الرئيسي.
إن تنفيذ الإجراءات التصحيحية والوقائية هي الطريق نحو الارتقاء بنظام إدارة الجودة وتعزيز فعاليته. تمثل الإجراءات التصحيحية في مجملها الإجراءات القائمة على تحديد المشكلات. ويمكن تحديد المشكلة أو حالة عدم المطابقة عن طريق اقتراحات الموظفين أو مراجعات الإدارة أو مراجعات المستندات أو عمليات التدقيق الداخلي. تعد شكاوى / اقتراحات العملاء واعتراضاتهم وحالات عدم المطابقة التي تصدر من خلال مراجعات العملاء / الأطراف الأخرى وتوصيات المراجعين، تعد من بين المصادر الخارجية التي تؤدي لاكتشاف السبب الرئيسي للمشكلة.
تعد الإجراءات التصحيحية رد فعل لأي سبب/حالة عدم مطابقة مما ذكر أعلاه ويمكن تقسيمها لمرحلتين من الإجراءات:
1) تحديد السبب الرئيسي: يمكن استخدام أدوات إدارة نظام الجودة مثل تحليل عظم السمكة أو التحليل السببي. قد تكون الإجراءات التصحيحية والوقائية التي اتخذتها مناسبة وفعالة فقط إذا قمت بتحديد سبب المشكلة الرئيسي.
2) اتخاذ الإجراءات اللازمة: عليك اتخاذ الإجراءات المناسبة فورًا لمعالجة سبب المشكلة الرئيسي. ولا بد من التحقق من فعالية الإجراءات التصحيحية المتخذة بصورة دورية عن طريق الأسلوب المنهجي لدورة خطط – نفذ- تحقق- صحح (PDCA).
أما الإجراءات الوقائية فهي التنبؤ بالمشكلة ومحاولة تجنب وقوعها (تأمين ضد الفشل) عن طريق المبادرات والتحليلات ذات الصلة بعملياتك / منتجاتك. ويمكن البدء في ذلك من خلال المشاركة النشطة لأعضاء طاقم العمل والعمال عن طريق فرق التطوير واجتماعات الارتقاء بالمستوى ومراجعة الإدارة وملاحظات العملاء والبت في أهداف خاصة من شأنها تطوير الأعمال التجارية والحد من حالات رفض المنتج وذلك باستخدام الأدوات المتوفرة وغيرها على نحو فعال.

## أمثلة للإجراءات التصحيحية
- مراجعة الخطأ (بوكا يوكي)
- أجهزة الإنذار المسموعة أو المرئية
- إعادة تصميم العملية
- إعادة تصميم المنتج
- التدريب أو تعزيز/تعديل برامج التدريب الحالية
- إدخال تحسينات على جداول الصيانة
- إدخال تحسينات على التعامل مع المواد أو تخزينها

وفي بعض الحالات قد يكون من الضروري مزج هذه الإجراءات لتصحيح المشكلة تمامًا.

## الإجراء الوقائي
الإجراء الوقائي هو عبارة عن تغيير يتم القيام به لمعالجة نقاط الضعف في نظام إداري لم يتحمل بعد مسئولية التسبب في الخروج بمنتج أو خدمة غير مطابقة للمواصفات. ويكون الترشيح للالتحاق بالإجراء الوقائي بوجه عام ناتجًا من اقتراحات العملاء أو المشاركين في العملية بيد أن الإجراء الوقائي عبارة عن عملية استباقية لتحديد فرص التحسين وليس مجرد إجراء بسيط حيال المشكلات أو الشكاوى المعروفة. وبصرف النظر عن مراجعة الإجراءات التشغيلية، قد يتضمن الإجراء الوقائي تحليل البيانات، بما في ذلك تحليلات الاتجاه والمخاطرة ونتائج اختبارات الكفاءة. ولا يقتصر تركيز الإجراءات الوقائية على تجنب وجود أشياء مخالفة للمواصفات، بل يتضمن عادةً إجراءت تحسين الكفاءة. كما تعالج الإجراءات الوقائية المتطلبات الفنية المتعلقة بالمنتج أو بالخدمة المقدمة أو بنظام الإدارة الداخلية.
كما تحتاج العديد من المؤسسات حال تحديد فرص التحسين أو عند الحاجة إلى إجراء وقائي القيام بتطوير وتنفيذ ومراقبة الخطط الإجرائية لتقليل احتمالية عدم المطابقة للمواصفات وللاستفادة من فرص التحسين. وعلاوة على ذلك تتضمن عملية الإجراء الوقائي الشاملة تطبيق وسائل التحكم لضمان فعالية الإجراءات الوقائية.
وفي بعض الحالات، يتم استخدام الإجراء التصحيحي كمصطلح شامل يتضمن الإجراءات العلاجية والإجراءات التصحيحية والإجراءات الوقائية.

## الإجراء العلاجي
الإجراء العلاجي هو التغيير الذي يتم تنفيذه لمعالجة عيوب المنتج أو الخدمة عند عدم مطابقتهما للمواصفات. ويشير الإجراء العلاجي أيضًا إلى تجديد المناظر الطبيعية بعد انتهاء أحد الأنشطة الصناعية
وتجري أعمال التصحيح والتصليح عادة ضمن الإجراءات التصحيحية على المنتجات، بينما تتطلب الخدمات خدمات إضافية يتعين أداؤها لضمان رضا العميل.
وفي بعض الحالات، يستخدم الإجراء التصحيحي كمصطلح شامل يتضمن الإجراءات العلاجية، والإجراءات التصحيحية والإجراءات الوقائية.

## وصلات خارجية
- Good Manufacturing Practices for Pharmaceutical Ingredients (ICH)
- Quality Systems Approach to Pharmaceutical CGMP Regulations (FDA)
- Current Pharmaceutical links (FDA)
- Good Automated Manufacturing Practice (GAMP)
- Quality management system –Medical Devices – Guidance on corrective action and preventive action and related QMS processes
- CAPA system example (public)